# Dropped Frames Vol. 1
Dropped Frames Vol. 1 è il secondo album in studio del rapper statunitense Mike Shinoda, pubblicato il 10 luglio 2020 dalla Kenji Kobayashi Productions.

## Descrizione
Si tratta di un album principalmente strumentale realizzato mediante la collaborazione del rapper con i propri fan attraverso Twitch.tv, nel quale questi ultimi hanno dato consigli musicali a Shinoda sui quali basare le proprie canzoni. In occasione della presentazione del disco, lo stesso artista ha spiegato:
Tra i dodici brani contenuti vi è presente anche Open Door, l'unico a figurare parti cantate nonché quello estratto come singolo.

## Tracce
Musiche di Mike Shinoda.
1. Open Door – 3:06 (testo: Mike Shinoda)
2. Super Galaxtica – 2:29
3. Duckbot – 2:09
4. Cupcake Cake – 3:15
5. El Rey Demonio – 2:44
6. Doodle Buzz – 3:50
7. Channeling Pt. I (feat. Dan Mayo) – 3:52
8. Osiris – 3:18
9. Babble Bobble – 1:54
10. Session McSessionface – 3:24
11. Neon Crickets – 3:25
12. Booty Down – 0:57

## Formazione
- Mike Shinoda – voce (traccia 1), strumentazione, produzione
- Ai Mori – voce aggiuntiva (traccia 1)
- Debbie Darroch – voce aggiuntiva (traccia 1)
- Jessy Boray – voce aggiuntiva (traccia 1)
- Joar Westerlund – voce aggiuntiva (traccia 1)
- Pershard Owens – voce aggiuntiva (traccia 1)
- Sage Douglas – voce aggiuntiva (traccia 1)
- Slava – voce aggiuntiva (traccia 1)
- Dan Mayo – batteria (traccia 7)

## Classifiche
| Classifica (2020)         | Posizione massima |
| ------------------------- | ----------------- |
| Regno Unito (dance)       | 2                 |
| Regno Unito (independent) | 26                |